# حوضه آبریز کویرهای سیاه‌کوه، ریگ زرین و دق سرخ

موقعیت حوضه آبریز کویرهای سیاه‌کوه، ریگ زرین و دق سرخ

حوضه آبریز کویرهای سیاه‌کوه، ریگ زرین و دق سرخ یکی از حوضه‌های بستهٔ ایران است که در تقسیم‌بندی حوضه‌های آبریز ایران، حوضهٔ فرعی به شمار می‌رود و زیرمجموعهٔ حوضهٔ آبریز فلات مرکزی است. مساحت این حوضه، ۴۸٬۹۱۲ کیلومتر مربع است.

## جغرافیا
این حوضه بخشی از استان‌های یزد و اصفهان را در بر می‌گیرد و رودها و مسیل‌های آن وارد سه کویر می‌شوند. کویر دق سرخ در نزدیکی اردستان قرار دارد و از غرب به کوه کرکس محدود می‌شود. کویر سیاه‌کوه در شرق نائین و شمال اردکان قرار گرفته و مهم‌ترین آبراههٔ منتهی به آن، رود اردکان است. کویر ریگ زرین نیز شامل چند چالهٔ پراکنده بین خرانق و خور است.

## زیرحوضه‌ها
برپایهٔ دستور العمل تقسیم‌بندی حوضه‌های ایران، حوضهٔ آبریز سیاه‌کوه، ریگ زرین و دق سرخ به زیرحوضه‌های زیر تقسیم می‌شود:
| کد  | نام اختصاری زیرحوضه | مساحت کیلومتر مربع | تعداد زیرحوضه‌ها |
| --- | ------------------- | ------------------ | --------------- |
| ۴۸۱ | کویر دق سرخ         | ۱۳٬۹۶۴             | ۴               |
| ۴۸۲ | کویر سیاه‌کوه        | ۲۴٬۸۹۹             | ۶               |
| ۴۸۳ | کویر ریگ زرین       | ۱۰٬۰۴۹             | –               |